# 川桁站
川桁站（日语：／ Kawageta eki */?）是位於福岛县耶麻郡猪苗代町大字川桁字新町，屬於东日本旅客铁道（JR東日本）磐越西线的鐵路車站。

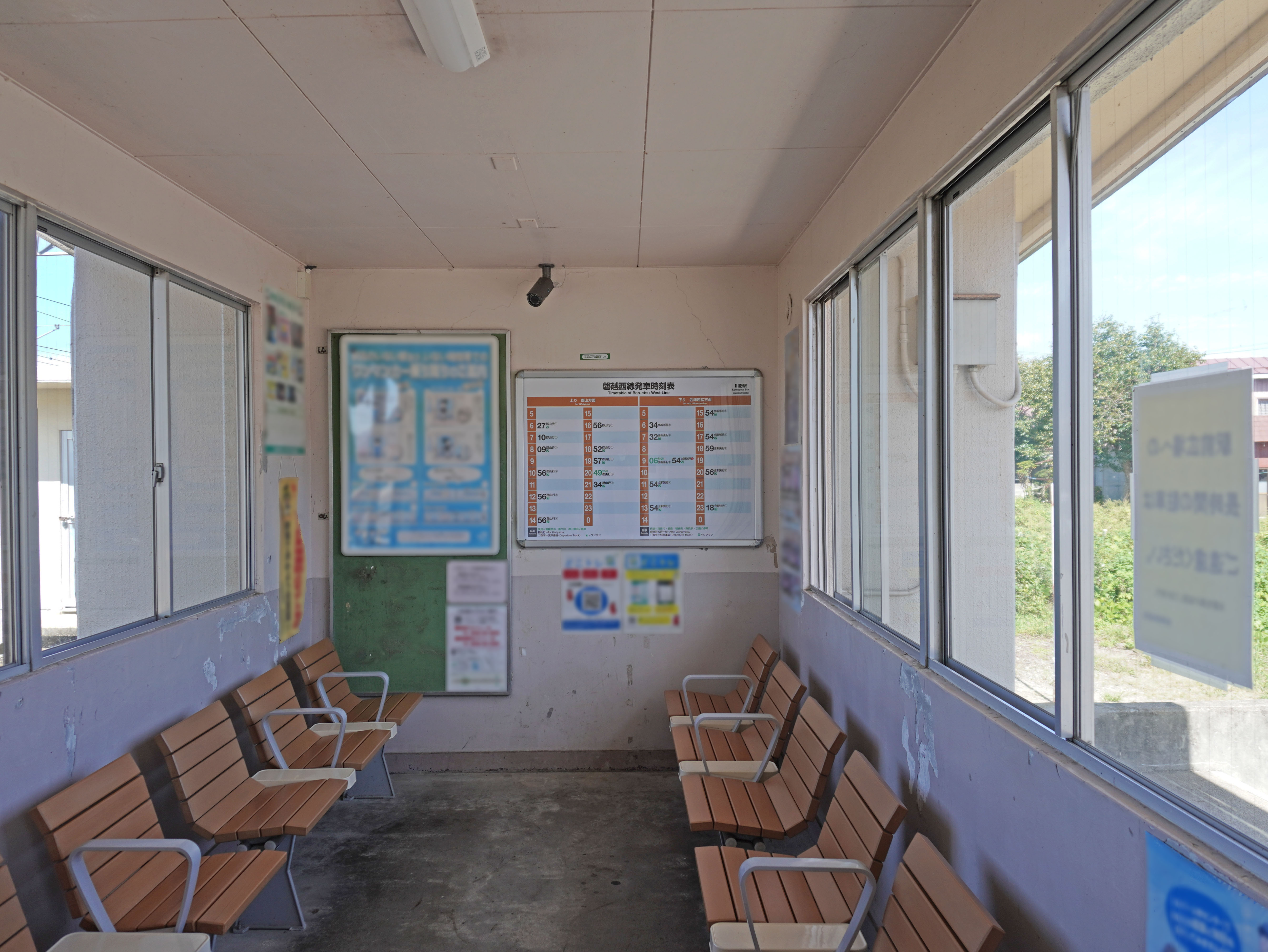
車站內部(2022年9月)

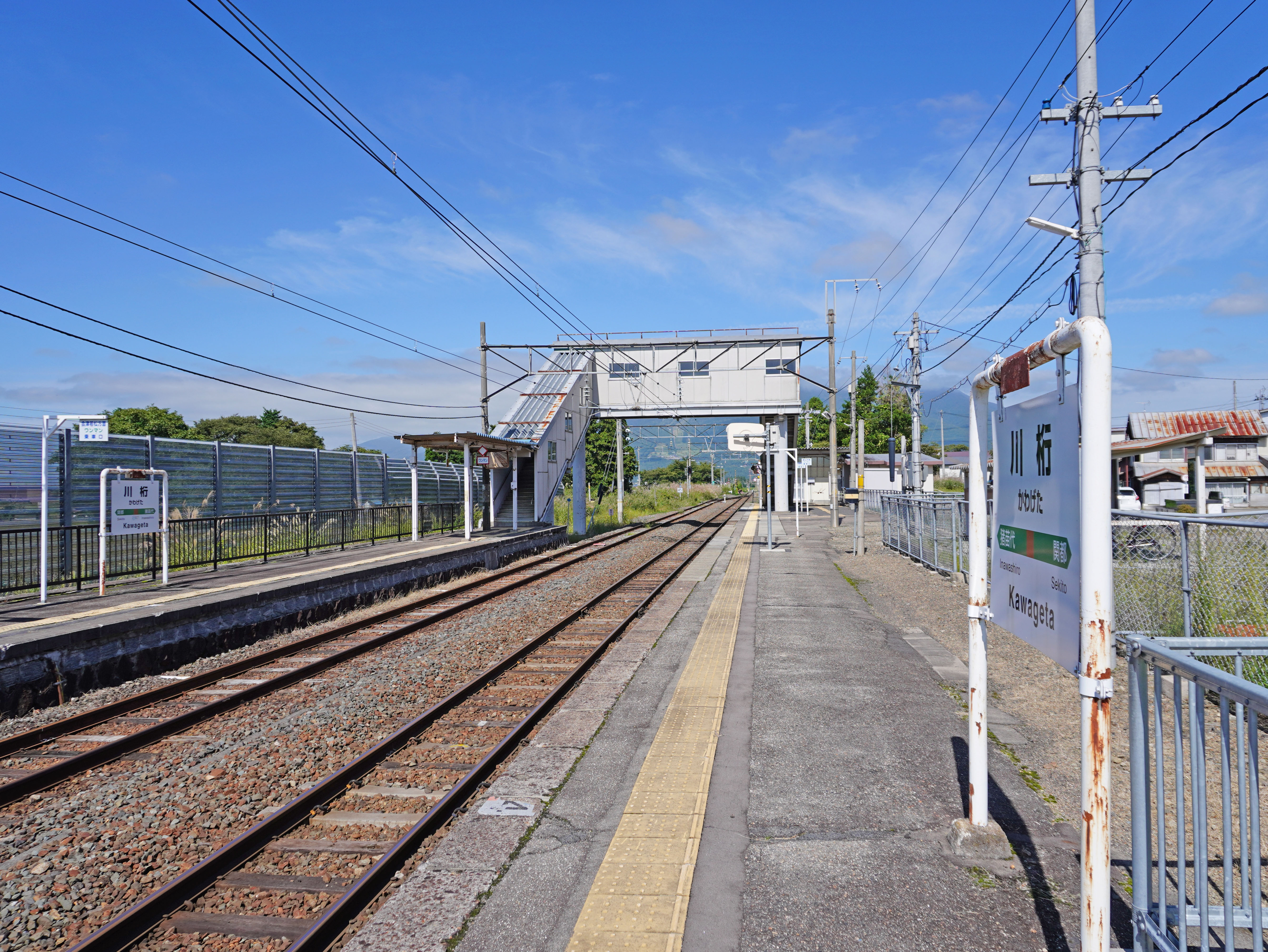
月台(2022年9月)

## 历史
- 1899年8月4日 - 作为"岩越铁道"车站投入运营[2]。
- 1900年11月3日 - 开始办理客运业务。
- 1906年11月1日 - 岩越铁道国有化。
- 1913年5月11日 - 日本硫磺沼尻铁道开业、同线川桁开业。
- 1968年10月14日 - 磐梯急行电铁（沼尻铁道）停运。
- 1983年3月10日 - CTC改造后，无人化。
- 1987年4月1日 - 国铁分割民营化后成为JR东日本车站[2]。

## 车站结构
本站為侧式站台2台2线的地上车站。站台间通过跨线桥连接。通常使用靠近站房的1站台。本站是由會津若松站管理的无人站。

### 站台配置
| 站台 | 路线      | 方向 | 目的地               | 备注           |
| ---- | --------- | ---- | -------------------- | -------------- |
| 1    | ■磐越西线 | 上行 | 磐梯热海、郡山方向   |                |
| 1    | ■磐越西线 | 下行 | 猪苗代、会津若松方向 | 通常使用站台   |
| 2    | ■磐越西线 | 下行 | 猪苗代、会津若松方向 | 特殊情况下使用 |

## 相鄰車站
東日本旅客鐵道
■磐越西線
□快速（部分列车停车）
磐梯热海－川桁－猪苗代
■普通
关都－川桁－猪苗代